# Bertula obliqua
Bertula obliqua är en fjärilsart som beskrevs av Alfred Ernest Wileman 1911. Bertula obliqua ingår i släktet Bertula och familjen nattflyn. Inga underarter finns listade i Catalogue of Life.